# Jacobiasca melichari
Jacobiasca melichari är en insektsart som beskrevs av Irena Dworakowska 1994. Jacobiasca melichari ingår i släktet Jacobiasca och familjen dvärgstritar.
Artens utbredningsområde är Sri Lanka. Inga underarter finns listade i Catalogue of Life.